# Johann von Diepholz
Johann von Diepholz (* um 1175; † 13. Januar 1253) war katholischer Priester und ab 1242 Bischof von Minden.

## Leben
Johann wurde um 1175 als Sohn des Edelherrn Gottschalk III. von Diepholz geboren.
Als sein Bruder, Bischof Wilhelm I. von Diepholz, am 12. Mai 1242 starb, wurde Johann zum Bischof von Minden ernannt.
Johann starb am 13. Januar 1253.
| Vorgänger  | Amt                          | Nachfolger           |
| ---------- | ---------------------------- | -------------------- |
| Wilhelm I. | Bischof von Minden 1242–1253 | Wedekind I. von Hoya |

| Personendaten    | Personendaten       |
| ---------------- | ------------------- |
| NAME             | Johann von Diepholz |
| KURZBESCHREIBUNG | Bischof von Minden  |
| GEBURTSDATUM     | um 1175             |
| STERBEDATUM      | 13. Januar 1253     |